# Maltholms grynnan
Maltholms grynnan är en ö nära Haverö i Nagu,  Finland.   Den ligger i Pargas stad i den ekonomiska regionen  Åboland  och landskapet Egentliga Finland. Ön ligger omkring 2 kilometer söder om Haverö, omkring 9 kilometer öster om Nagu kyrka,  28 kilometer sydväst om Åbo och 160 km väster om Helsingfors. Närmaste allmänna förbindelse är förbindelsebryggan vid Själö som trafikeras av M/S Falkö och M/S Östern.